# ダボハゼ

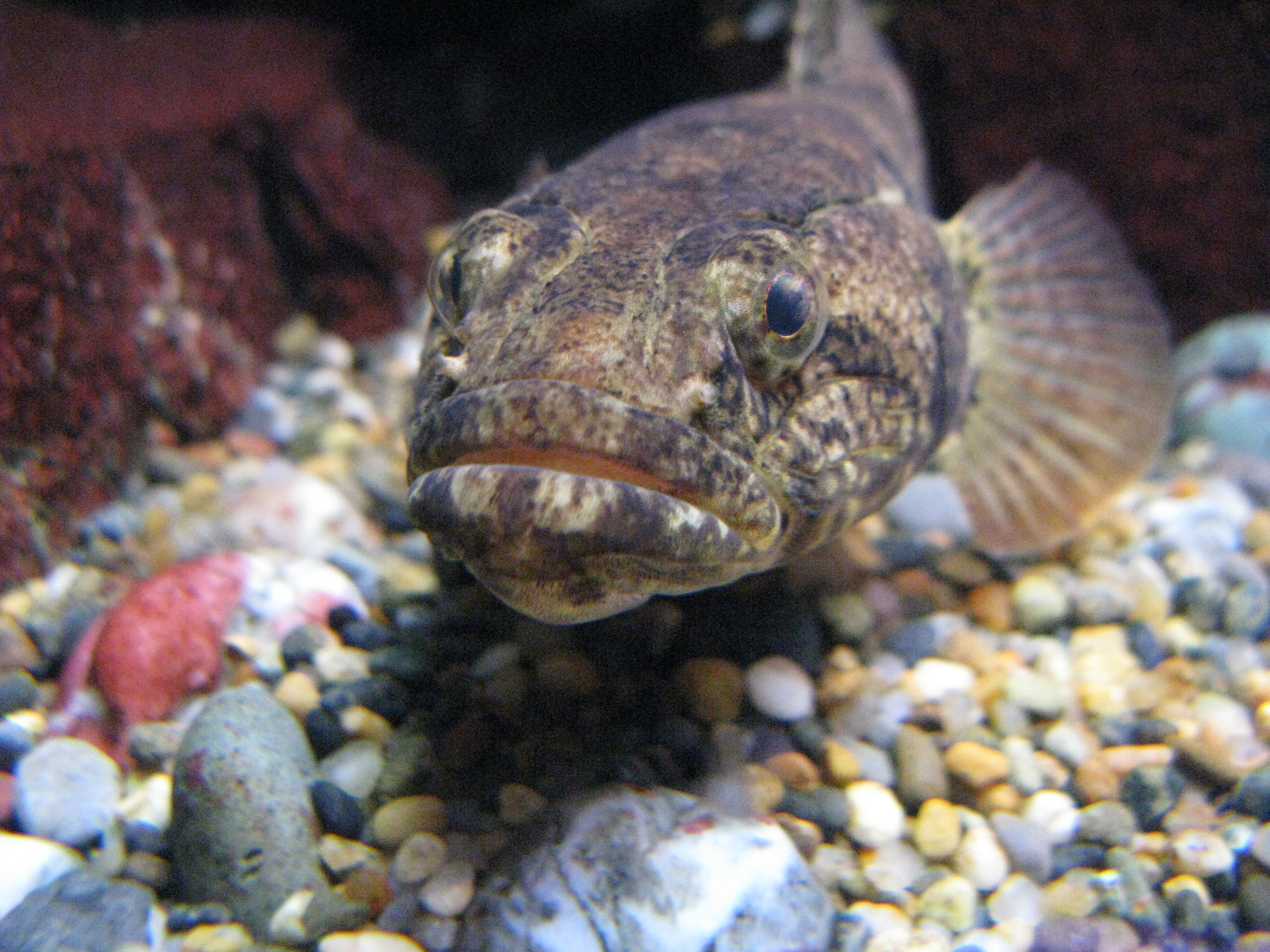
ダボハゼの一種：Odontobutis obscura

ダボハゼとは、小型のハゼ類の通称のことである。ドンコ、ゴリと呼ぶ地方もある。

## 概要
一般に小型のハゼ類のことを指すが、関東や東海地方では、主にチチブのことを指す。ドロメ、アゴハゼ、ヨシノボリを指すときにも使う。
シマハゼ、イトヒキハゼ、ウロハゼまたは姿の似たカジカ類などを指す時もある。

## 表現
- 釣りの際、誰にでも簡単に釣れるような価値のない雑魚というくらいの軽んじた意味で使われる[1]。
- ハゼ類は貪欲で、体に比べて口が大きい魚であることから、転じて手段や対象を選ばず、ガツガツと飛びつく人、またはそのような行動を揶揄する時に使われる。野球においては、早打ちで凡退することが多いタイプの打者への揶揄として使われる。
- 企業が様々な分野へと参入し多角化させる形態を「ダボハゼ経営」と呼ぶことがある。

## ダボハゼに関する作品
- 『ダボハゼ』 - 映画『紅の豚』イメージアルバムの曲。作曲・編曲：久石譲
- 『ダボハゼのうた』 - 合唱曲（かぞえうた/はじめて汽車がとおった時/タンポポ/夢/ダボハゼ行進曲）。作詞：峯陽、作曲：林光。